# Oberjude
Oberjude ist ein antisemitischer Ausdruck, mit dem prominente Juden oder Vertreter von jüdischen Gemeinden und Organisationen in beleidigender, demütigender oder diffamierender Absicht bezeichnet werden. In Arbeitslagern des Nationalsozialismus bezeichnete es jüdische Funktionshäftlinge, die eine Gruppe von Zwangsarbeitern leiteten. Der Ausdruck wird auch außerhalb des deutschen Sprachbereichs verwendet. Im Plural gebraucht, steht er meist in Beziehung zu einer angeblichen jüdischen Weltverschwörung.

## Geschichte

### Jüdische Ständegesellschaft in Böhmen im 17. und 18. Jahrhundert
Die Historikerin Ruth Kestenberg-Gladstein hat in den 1940er und 1950er Jahren in ihren Untersuchungen über die Juden in Böhmen festgestellt, dass Anzeichen dafür vorhanden sind, dass im ländlichen Böhmen des 17. und 18. Jahrhunderts nicht nur die christliche, sondern auch die jüdische Gesellschaft ständisch gegliedert war. Dieser aus der Untersuchung von Daten einer Volkszählung von 1724 gewonnene Befund steht im Gegensatz zur allgemeinen Annahme, dass die jüdischen Gesellschaften in Mittel- und Osteuropa zwar eine soziale und wirtschaftliche, aber keine ständische Gliederung aufwiesen. In den von Kestenberg untersuchten Quellen werden gewisse, ihrer Meinung nach einem höheren Stand angehörende Jüdinnen und Juden, als „Oberjude“ bezw. „Oberjüdin“ bezeichnet, andere, die sie als deren jüdische Untertanen erachtet, entsprechend als „Unterjuden“.

### Antisemitismus im 19. und früheren 20. Jahrhundert
Im 19. und früheren 20. Jahrhundert wird der Ausdruck „Oberjude“ im Sprachgebrauch des politischen Antisemitismus für prominente Juden wie die Politiker Adolphe Crémieux und Walther Rathenau, den Theaterregisseur Max Reinhardt und andere jüdische oder vermeintlich jüdische Personen gebraucht, die im Blickfeld der Öffentlichkeit standen. Die Bezeichnung „Oberjuden“ ist auch als Ausdruck christlicher Judenfeindlichkeit belegt, so in einer Ostermontagspredigt aus dem Jahr 1836, laut der die „Hohepriester und Ältesten“ (Mt 27,20 ), die gemäß den Evangelien die Juden dazu bewogen haben sollen, die Kreuzigung Jesu zu fordern, als „Oberjuden“ bezeichnet werden. Auch die KPD verwendet Anfang der 1930er Jahre den Ausdruck „Oberjuden“ in einer Publikation, mit der NSDAP sympathisierende Arbeiter angesprochen werden sollten.

### Nationalsozialismus

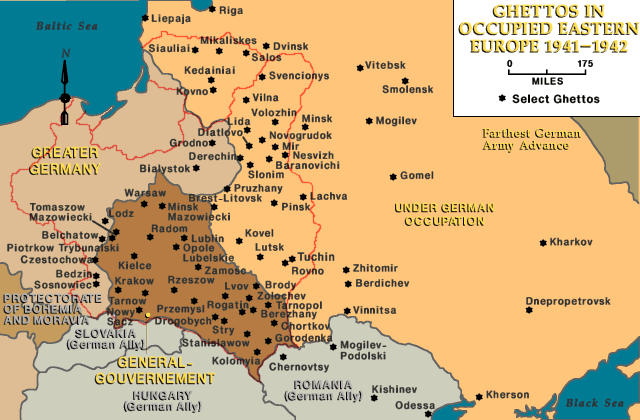
Ghettos in Osteuropa
während der deutschen Besatzung 1939–1944

#### Judenräte
In der Zeit der Zeit des Nationalsozialismus fand die Bezeichnung „Oberjude“ in einigen in deutsch besetzten Gebieten in Osteuropa errichteten Ghettos und dazugehörenden Zwangsarbeitslagern Verwendung, besonders auf dem Gebiet der Sowjetunion.
In amerikanischen Wörterbüchern zum Nationalsozialismus wird „Oberjude“ (englisch „Head Jew“, „Head of the Jews“) als „Bezeichnung für einen Vorsitzenden eines sogenannten ‚Juden-‘ oder ‚Ältestenrats‘“ definiert. Der israelische Historiker Dan Michman zählt „Oberjude“ neben „Obmann“ als eine der zahlreichen Bezeichnungen auf, die für die verschiedenen den Juden während der Zeit des Nationalsozialismus von den Deutschen aufgezwungenen Gremien, für die sich der Terminus „Judenräte“ eingebürgert hat, gebraucht wurden, ohne näher auf den Begriff einzugehen. Martin Gilbert führt den Ausdruck „Oberjude“ auf eine im Mittelalter gebräuchliche Bezeichnung für von Fürsten bestimmte, als Verbindungsleute zum Fürstenhof fungierende Juden zurück, gibt jedoch keine Quellen für seine Annahme an.
Nach den Zeugnissen von Überlebenden wurde der Titel „Oberjude“ für einen einzelnen Repräsentanten der jüdischen Gemeinschaft vor Errichtung oder nach Auflösung eines mehrköpfigen, meist als „Ältesten-“ oder „Judenrat“ bezeichneten Gremiums an Stelle des üblicheren „Ältester“ oder „Judenältester“ verwendet. Historiker gebrauchen letztere, für Juden weniger erniedrigende Bezeichnungen oftmals auch dort, wo Zeitzeugen von als „Oberjuden“ bezeichneten Funktionsträgern sprechen.

##### Ghetto Kowno
Das bestbelegte Beispiel für die Einsetzung eines als „Oberjude“ bezeichneten Vertreters der jüdischen Gemeinschaft ist die des Arztes Elkhanan Elkes für das KZ Kauen (litauisch Kaunas, deutsch Kauen) in Litauen. Die Wahl Elkes’ zum „Oberjuden“ wird von zwei Zeitzeugen geschildert, von Leib Garfunkel, einem Mitglied des Ältestenrats des Ghettos von Kowno, und von Avraham Tory (ehemals Avraham Galub), dem seinerzeitigen Sekretär des Ältestenrats. Elkes wurde von rund dreißig Vertretern der Juden von Kowno auf Geheiß des für das Ghetto zuständigen SA-Obersturmführers Fritz Jordan am 4. (Tory) oder 5. (Garfunkel) August 1941 gewählt. Garfunkels Schilderung der Wahl macht die der Bezeichnung „Oberjude“ innewohnende, von den Nationalsozialisten intendierte und von den Juden empfundene, Erniedrigung deutlich:

„In den ersten Augusttagen informierte Kaminsky [Mikas Kaminskas von der litauische Stadtverwaltung] das jüdische Komitee, dass das Ghetto […] von einem von den Juden selbst zu wählenden ‚Ältestenrat‘ geleitet werden würde, dass sie aber als erstes einen ‚Oberjuden‘ (Head of the Jews) wählen müssten. […] Es war nicht leicht, einen geeigneten Kandidaten für diesen außergewöhnlichen Posten zu finden. […] Obwohl allen von Anfang an klar war, dass der Gewählte nur ‚Oberjude‘, d. h. der unbedeutende Repräsentant der ‚verfluchten Juden‘ – in der Sprache der Deutschen – sein würde, war es doch auch allen klar, dass alles daran gesetzt werden musste, jemanden zu wählen, der in den Augen der Deutschen über eine gewisse Autorität verfügte. […] Nach langer Diskussion schlug Dr. Z. Wolf, der Vorsitzende, Dr. E. Elkes, einen loyalen zionistischen Juden und bekannten Arzt, als Kandidaten vor. Der Vorschlag wurde sofort von allen Anwesenden enthusiastisch gutgeheissen, aber Dr. Elkes weigerte sich, die Ernennung anzunehmen. […] Da stand Rabbiner Schmukler auf und hielt eine Rede, […] die alle zutiefst bewegte. ‚Wie schrecklich ist doch unsere Situation […] dass wir dem verehrten Dr. Elkes nicht die ehrenvolle Position eines Vorsitzenden der jüdischen Gemeinde von Kowno anbieten können, sondern nur die schmachvolle und demütigende eines ‚Oberjuden‘, der uns vor den Deutschen repräsentieren muss. Aber bitte verstehen Sie, lieber und verehrter Dr. Elkes, dass Sie nur für die Nazi Mörder der ‚Oberjude‘ sein werden, in unseren Augen werden Sie das Oberhaupt unserer Gemeinde sein, gewählt in unserer tragischsten Stunde, in der unser Blut fließt und das Schwert der Mörder über unseren Köpfen hängt. Es ist ihr Schicksal, Aufgaben von nie dagewesener Schwierigkeit zu erfüllen, aber gleichzeitig ist es auch ein großes Privileg und ein Akt der Menschlichkeit, und Sie haben nicht das Recht, sich ihrer Verpflichtung zu entziehen.‘“

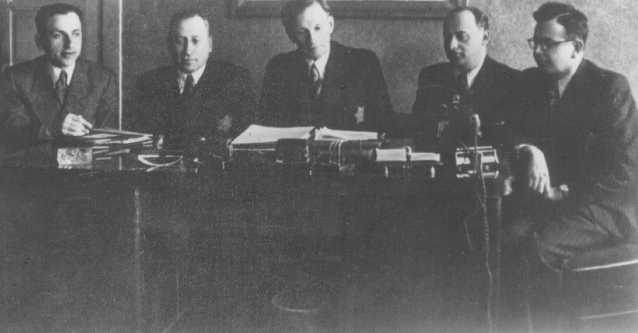
Kovno Judenrat, 1943
Elkhanan Elkes (Mitte)

Elkes nahm das Amt an und stand danach auch dem mehrköpfigen „Ältestenrat“ bis zu dessen Auflösung am 4. April 1944 vor und wurde dann erneut zum „Oberjuden“ bestimmt. Beim Anrücken der Roten Armee wurden die noch im seit November 1943 zum Konzentrationslager umgewandelten Ghetto verbliebenen Juden Anfang Juli 1944 „deportiert“. Elkhanan Elkes, der bis zum Schluss im Ghetto geblieben war, wurde mit den übrigen Männern ins KZ-Außenlager Kaufering I – Landsberg gebracht und starb dort am 17. Oktober 1944.

##### Ghetto Baranowicze
Der Vorsteher des letzten, im Herbst 1942 eingesetzten „Judenrats“ des Ghettos Baranowicze (belarussisch Baranawitschy), heute in Belarus, Mendel Goldberg, wurde, nachdem der „Judenrat“ aufgelöst und die meisten Juden des Ghettos von Baranowicze und seiner Arbeitslager in der Umgebung ermordet worden waren, von den Deutschen zum „Oberjuden“ des noch bestehenden Arbeitslagers ernannt. Goldberg, ein Metallarbeiter aus Suwałki in Polen, der gut Deutsch sprach, hatte den Posten als Vorsitzender des „Judenrats“ nur auf Drängen seiner Kollegen angenommen. Am 1. November 1943, als die letzten 100 bis 125 Arbeiter „liquidiert“ werden sollten, setzten sie sich zur Wehr. Etwa 40 von ihnen gelang die Flucht, während die übrigen, einschließlich Mendel Goldberg, getötet wurden.

##### Ghetto Riga

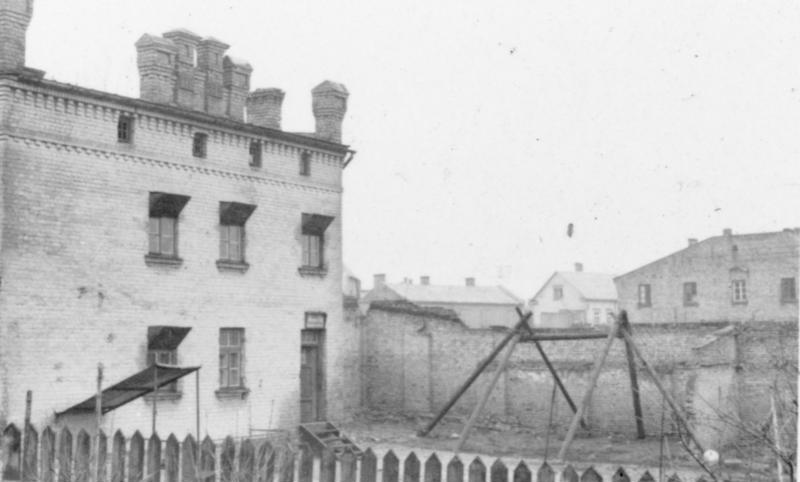
Originalbeschreibung:
Galgen im Ghetto Riga, Februar 1944; Einsatzstab Reichsleiter Rosenberg für die besetzten Gebiete – Hauptarbeitsgruppe Ostland (Bundesarchiv)

Einzelne Zeitzeugen bezeichnen in ihren Erinnerungen den Vorsteher des „Ältestenrats“ der Juden aus Köln und späteren Vorsteher der Gesamtheit der deutschen Juden Max Leiser im Ghetto Riga in Lettland als „Oberjuden“, während er in der Literatur allgemein „Ghettoältester“ genannt wird.

##### Ghetto Lwow
Im zu einem sogenannten „Julag“ („Judenlager“) verkleinerten Ghetto von Lwow (ukrainisch Lwiw, deutsch Lemberg), heute in der Ukraine, setzten die Deutschen, nachdem die Mitglieder des „Judenrats“ im Februar 1943 ermordet worden waren, einen oder, nach dem Zeugnis von Eliyahu Yones, mehrere „Oberjuden“ an der Spitze der Arbeitskompanien ein, die gemeinsam mit den Kommandanten der jüdischen „Ghettopolizei“ eine Art „Judenrat“ bildeten, der, völlig machtlos, die Befehle der Deutschen umzusetzen hatte. Das der SS unterstellte Arbeitslager wurde im Juni 1943 „liquidiert“ und alle noch darin verbliebenen Juden umgebracht.

#### Zwangsarbeitslager
Die Bezeichnung „Oberjude“ wurde auch in einzelnen Zwangsarbeitslagern außerhalb der eigentlichen Ghettos verwendet. Hier wurden, nach Aussagen von Überlebenden, als Leiter von Zwangsarbeitergruppen eingesetzte jüdische Häftlinge manchmal als „Oberjude“ bezeichnet.

##### Riga-Kaiserwald
Max Kaufmann berichtet in seinen Erinnerungen, dass in Nebenlagern des Konzentrationslagers Riga-Kaiserwald „Oberjuden“ ernannt worden waren, so im von SS-Untersturmführer Fritz Scherwitz geleiteten Lager „Lenta“ Lew Arnow und der Schneider Boris Rudow, der, von Scherwitz „arisiert“, von einem gewissen Schönberger (oder Scheinberger) abgelöst wurde; für das Lager „Heereskraftpark“ nennt Kaufmann einen früheren Eigentümer einer Holzverarbeitungsfabrik namens Benjamin Blumberg und dessen Nachfolger Sascha Rubinstein. Die Bezeichnung „Oberjude“ für Lew Arnow und Boris Rudow ist auch sonst belegt.

##### Daugavpils
Sidney Iwens (ehemals Schaike Iwensky) aus Jonava in Litauen erwähnt in seinem Tagebuch die Bezeichnung „Oberjude“ für den „Ältesten“ Jascha Magid in einem der Arbeitslager des Ghettos Daugavpils (russisch Dwinsk, deutsch Dünaburg) in Lettland.

##### Liepāja
Michael und Hilda Skutletski, die sich aus dem Ghetto Liepāja (deutsch Libau) in Lettland retten konnten, verwenden die Bezeichnung „Oberjude“ für David Zivcon, der als Elektriker Zwangsarbeit für den Sicherheitsdienst SD verrichtete. Zivcon, der überlebt hat, ist es zu verdanken, dass die Photographien von der Ermordung der Juden von Liepāja durch „Einsatzgruppen“ und „Lettische Hilfspolizei“ am Strand von Šķēde bei Liepāja, die die SS-Oberscharführer Sobeck und Carl-Emil Strott (1903–1989) gemacht hatten, erhalten geblieben sind.

##### Lwow-Janowska
Der Arzt Samuel Drix bezeichnet in seinen Erinnerungen den vom Stellvertreter des Lagerkommandanten SS-Untersturmführer Richard Rokita im Zwangsarbeitslager Lemberg-Janowska eingesetzten polnischen Juden Kampf als „Oberjuden“. Diese Bezeichnung wird auch vom Historiker Thomas Sandkühler verwendet. Eliyahu Yones beschreibt eine Funktion der „Oberjuden“ der jüdischen Arbeiter der „Deutschen Ausrüstungswerke DAW“, die sich in vom Hauptlager durch einen Stacheldrahtzaun getrennten Baracken im Lager Janowska befanden:

„Tausende von jungen jüdischen Männern und Frauen arbeiteten dort. Jeden Morgen um fünf Uhr verließen sie in Kolonnen das Ghetto – angeführt vom ‚Oberjuden‘ – und kehrten um 17 Uhr in gleicher Formation wieder ins Ghetto zurück.“

## Heutiger Gebrauch
Heute wird der Ausdruck „Oberjude“ von Alt- und Neonazis, Rechtsextremisten und Antisemiten vornehmlich für Repräsentanten der jüdischen Gemeinden und Organisationen, aber auch für vermeintlich oder tatsächlich über Einfluss verfügende Juden, verwendet. Besonders oft wurde der 1999 verstorbene Vorsitzende des Zentralrats der Juden in Deutschland, Ignatz Bubis, als „Oberjude“ beschimpft. Auch international beachtet wurde der Brief des Bürgermeisters der kleinen Ortschaft Senheim an der Mosel, Franz-Dieter Schlagkamp, Mitglied der CDU, der Bubis, den er als „Oberjuden“ betitelte, im Januar 1993 auf offiziellem Briefpapier unter anderem schrieb, er sei froh, dass es in seinem Dorf keine Juden gebe, die den Dorffrieden störten, und dass er zu Gott bete, auch nie solche Mitbürger zu bekommen, und Verständnis dafür aufbringe, wenn „man gegen die Juden wieder anders denkt.“ Schlagkamp musste, nachdem „die Tageszeitung“ über den Brief berichtet hatte, von seinem Amt zurücktreten, was auch in der Weltpresse vermerkt wurde. Bubis hatte bereits 1992 in einem Spiegel-Interview auf die Frage, was neu an dieser Art von Antisemitismus sei, geantwortet, „neu ist nur, dass die Briefe jetzt mit Absender geschrieben werden. Antisemitismus ist wieder salonfähig. Man darf es wieder.“ Knapp zehn Jahre später titelt „Der Spiegel“: „Der hässliche Deutsche zeigt sein Gesicht. Nach der Möllemann-Debatte stehen immer mehr Deutsche zu ihrem Feindbild: Früher anonyme Drohungen und Schmähungen gegen Juden werden jetzt immer häufiger mit vollem Namen gezeichnet.“

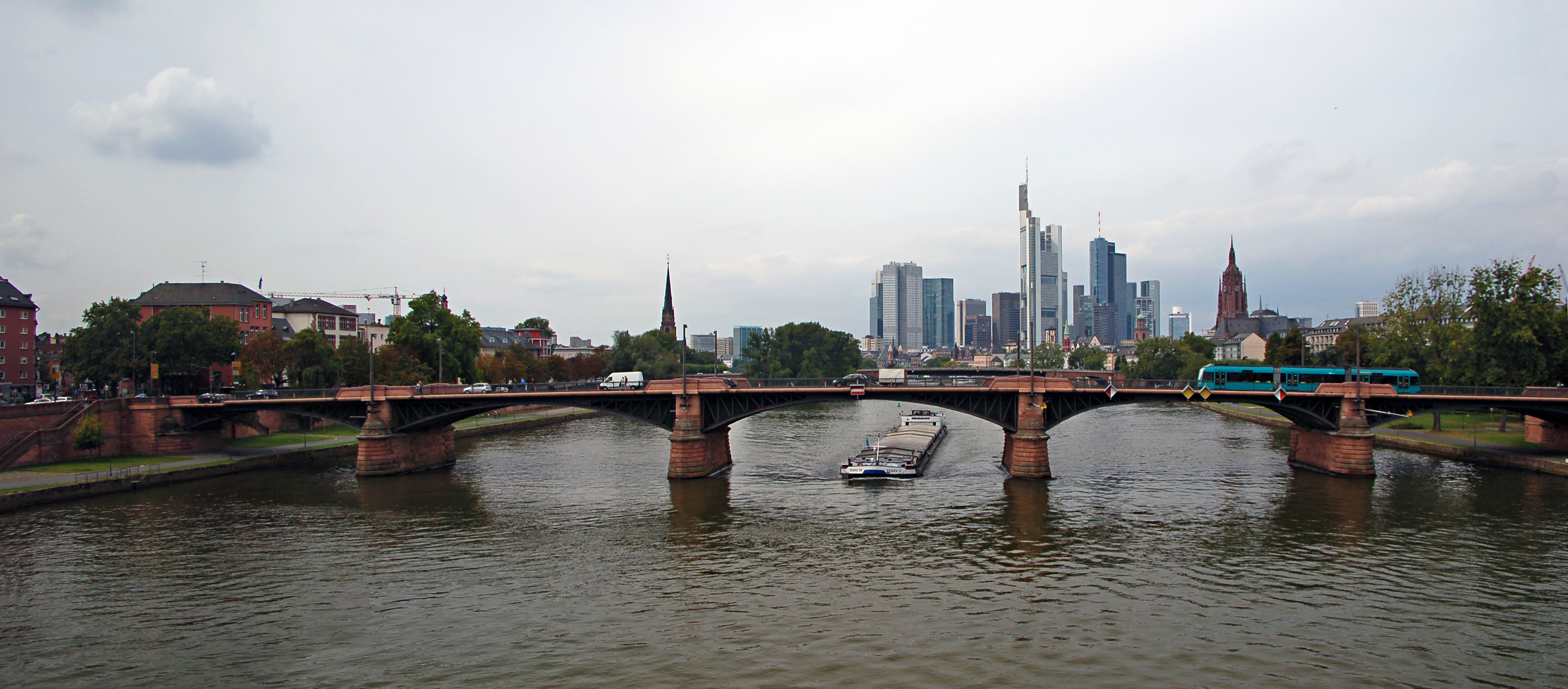
Frankfurt am Main: Obermainbrücke; im Jahr 2000 in „Ignatz-Bubis-Brücke“ umbenannt

Häufig verwendet wird der Ausdruck „Oberjude“ in Internetforen. Zum Tod Ignatz Bubis’ schrieb das rechtsextremistische Fanzine „Proissenpower“ aus Cottbus, das in der gleichen Ausgabe auch Holocaustleugnung, antisemitische Ausfälle („Judenwitze“) und Drohungen gegen Szene-Aussteiger verbreitete, auf dem Titelblatt:

„Am Freitag, dem 13.08.99 (von wegen Unglückstag), folgte Oberjude Ignatz Bubis, Vorsitzender des Zentralrats der Juden in Deutschland, seinen 6 Millionen Artgenossen in die Hölle.“

Auch der Tod von Bubis’ Nachfolger Paul Spiegel im Jahr 2006 wurde von Rechtsextremen als Tod des „Oberjuden“ gefeiert, genauso wie zwei Jahre zuvor in der Schweiz derjenige von Sigi Feigel, dem langjährigen Präsidenten und Ehrenpräsidenten der Israelitischen Cultusgemeinde Zürich.
Außerhalb des deutschen Sprachbereichs wird der Ausdruck „Oberjude“ diffamierend für namentlich genannte Juden oder als Juden bezeichnete Persönlichkeiten aus Medien, Politik und Wirtschaft verwendet; daneben werden sogenannte „Oberjuden“ als Weltbeherrscher oder die Weltherrschaft anstrebende Verschwörer dargestellt. In den USA bekannt dafür war der im Mai 2010 verstorbene Hans Schmidt, ein Deutsch-Amerikaner, ehemals Mitglied der Hitlerjugend und der Waffen-SS, der nach dem Zweiten Weltkrieg aus Deutschland in die USA auswanderte und seinen alten Überzeugungen auch als amerikanischer Staatsbürger treu blieb. Der Ausdruck „Oberjuden“ taucht in seinen Publikationen wiederholt auf. Für den „antisemitisch agitierenden“ erklärten Nazi und Holocaustleugner Schmidt stand es außer Zweifel, dass sowohl die USA wie auch die Bundesrepublik Deutschland von „Oberjuden“ geleitet werden. Die Terroranschläge vom 11. September 2001 in New York verurteilte er zwar, lobte aber den Mut derer, die sie verübt und, wie er schrieb, unter Aufopferung ihres eigenen Lebens das Zentrum, von wo die „Oberjuden“ angeblich die Weltwirtschaft leiten, vernichtet haben und wunderte sich darüber, dass sich unter den Todesopfern verhältnismäßig wenige mit „jüdischen Namen“ befanden, obwohl es, wie er meinte, unbestritten sei, dass im Bereich Finanzdienstleistungen Juden prädominant vertreten seien.